# Biphyllus satsumanus
Biphyllus satsumanus is een keversoort uit de familie houtskoolzwamkevers (Biphyllidae). De wetenschappelijke naam van de soort werd in 1988 gepubliceerd door Takehiko Nakane.